# اونستروت-هاینیش
اونستروت-هاینیش (به آلمانی: Unstrut-Hainich-Kreis) یک ناحیه در آلمان است که در تورینگن واقع شده‌است.

## خصوصیات
اونستروت-هاینیش ۱۱۷٬۳۲۴ نفر جمعیت دارد.